# Micropygus pulchellus
Micropygus pulchellus är en tvåvingeart som beskrevs av Octave Parent 1933. Micropygus pulchellus ingår i släktet Micropygus och familjen styltflugor. Inga underarter finns listade i Catalogue of Life.